# Гай Навцій Рутіл (консул 287 року до н. е.)
Гай На́вцій Руті́л (лат. Gaius Nautius Rutilus; IV—III століття до н. е.) — політичний, державний і військовий діяч часів Римської республіки, консул 287 року до н. е.

## Біографія
Походив з патриціанського роду Навціїв. Імовірно був сином Спурія Навція Рутіла, консула 316 року до н. е.
У 287 році до н. е. його було обрано консулом разом з Марком Клавдієм Марцеллом. За постановою сенату тоді консули обрали диктатора Квінта Гортензія, який провів закон — Lex Hortensia щодо автоматичного затвердження плебісцитів. Гай Навцій був останнім, хто був у своєму роді консулом.
З того часу про подальшу долю Гая Навція Рутіла згадок немає.

## Родина
- Ймовірно його сином був військовий трибун 256 року до н. е. з невідомим на сьогодні преноменом, який відмовився перед консулом Марком Атілієм Регулом пливти з ним проти карфагенян, продемонструвавши свою боягузливість.